# 達姆施塔特 (伊利諾伊州)
達姆施塔特（英語：Darmstadt）是位於美國伊利諾伊州聖克萊爾縣的一個人口普查指定地區。

## 地理
達姆施塔特的座標為38°19′15″N 89°43′54″W / 38.32083°N 89.73167°W，而該地最高點為海拔高度128米（即420英尺）。

## 人口
根據2010年美國人口普查的數據，達姆施塔特的面積為0.19平方千米，當中陸地面積為0.19平方千米，而水域面積為2.90平方千米。當地共有人口68人，而人口密度為每平方千米357.89人。